# デーヴァダーシー

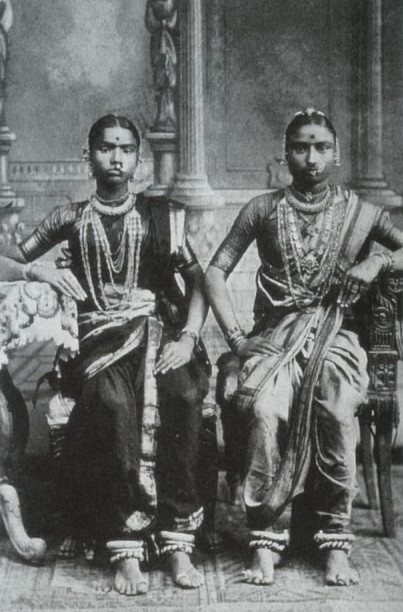
チェンナイで1920年代に撮影された二人のデーヴァダーシー。

デーヴァダーシー（देवदासी / devadāsī）とは、「神に仕える物」「神の侍女」「神の召使」を意味し、主に舞踊を担うためにヒンドゥー寺院に奉納され、伝統舞踊を伝承した女性を指す。巫女のような存在で、「寺院の女性」とも呼ばれる。こうした女性は11世紀にはすでに南インドで見られ、「吉なる存在」とみなされ、舞踊上演の際に舞踊と歌謡を担った。通常の婚姻関係を持たずに男性と性交渉を持つ習慣があり、神聖な女性的な力を具現化する神聖娼婦であるという見方もある。イギリスの支配によるインドの伝統的な社会の崩壊、寺院や藩王の地位の低下に伴い、彼らの庇護下にあったデーヴァダーシーの状況は悪化し、西洋近代の思想・見方を通して、19世紀以降次第に売春婦、性的に搾取される寺院所有の踊り子であり、インド社会・ヒンドゥー教の恥ずべき部分とみなされるようになり、近代インドの社会改革運動における大きな課題のひとつとなった。近年では、デーヴァダーシーの儀式舞踊とセクシュアリティは寺院と王室における重要な遺産であると強調する学者もいる。評価や見解は分かれるが、このように注目されるのは、インドの歴史の初期から全域で行われた、インド全体の伝統の反映するものとみなされたためである。
デーヴァダーシーによって築かれた寺院文化、ヒンドゥー教の中で育まれた芸能文化は、南インド・タミルナドゥ地方発祥の舞台芸術バラタナティヤムの礎となっており、タミル地方の芸能において非常に重要な存在である。

## 概要
アーンドラ・プラデーシュ州をはじめとする南インドの風習である。タミル地方では「ニッティヤ・スマンガリ」（祝福された女性）と呼ばれた。また、ヨーギニーとも呼ばれた。美しい女児は貴重で吉祥な存在であり、寺院に献呈することは慶事とされた。初潮前に奉納され、その際に神（デーヴァ）との婚礼儀礼を行い、舞踊家として修練を積んだ。その舞踊は、主としてラースヤと呼ばれる女性的な優しい舞いである。人間と結婚することは社会的にタブーであったが、その土地の権力者や階級の高いパトロンがつくことも多く、実質的に第二婦人としての地位が与えられた。デーヴァダーシーは、彼女を奉納した一族に社会的地位向上と経済的な恩恵をもたらすため、一族にとっては貴重な存在であった。
神と結婚した彼女らは生涯寡婦になることはないため（寡婦は不吉な存在と考えられていた）「吉なる存在」として歓迎され、寺院だけでなく宮廷の宴会や一般家庭の祝い事にも招かれ、舞踊の上演の際には舞踊と歌謡を担った。一座の座長と演奏は男性であった。こうした女性は、碑文などから南インドでは11世紀には制度化されていたと考えられている。舞姫として伝統舞踊を師から弟子へと伝え、儀礼で神々に歌舞音曲を奉納した。また、宮廷で高級娼婦として働くものもおり、彼女たちは深い教養と芸術を身につけ、社会的にも高い位置にあった。
インド統治時のイギリスの国勢調査等の資料では、デーヴァダーシーは一種のカーストを形成していたかのように記述されているが、実際は様々なカーストから寺院に奉納された女性がおり、奉納された女性と、デーヴァダーシーとブラフミン男性の間に生まれた女性によって構成されていた。生まれた子が男性の場合、演奏家になった。地域によってデーヴァダーシーの呼称や内実に差異はあったが、男性と通常の婚姻関係を結ばずに性交渉を持つ点は共通である。社会の構成要素としては組織化されていない特殊な人々であり、聖と俗、神と人々の間を橋渡しする役割を持っていた。
イギリスによるインドの植民地化で、藩王や大規模寺院が政治経済的に弱体化すると、彼らに庇護されていた芸術家たちは行き場を失った。デーヴァダーシーは神と結婚しているため人と結婚することはタブーであり、結婚による生活の安定は望めず、生計を立てるために踊りを教える者もいたが、やむを得ず売春をする者も現れた。状況は悪化してデーヴァダーシーは私有化の道をたどり、村のブラフミン地主の囲い者や、村の男たち共有の売春婦となったり、都市化がおよんだ地域では、スラムの専業売春婦になった者も少なくない。
イギリスでは、19世紀後半に軍の性病への懸念から特別警察による娼婦の登録と医師による定期的な検診という管理が行われるようになり、この動きは軍と無関係の町まで広がり、廃娼運動になっていった。インドのイギリス軍駐屯地の性病感染率も高く、1860年には売春目的での16歳未満の少女の売買が処罰の対象になるなど、ヴィクトリア朝風の厳格なイギリスの性道徳がインドにも徐々に適用・浸透していった。
こうしたイギリスの廃娼に向けた動きとデーヴァダーシー制の悪化の中で、デーヴァダーシーは特殊インド的に制度化された売春問題として注目されるようになり、地域や集団ごとの呼称や慣習の差異は無視され、踊り子（ナウチ・ガール、ダンシング・ガール）またはデーヴァダーシーは、ひとくくりに娼婦であるとみなされるようになった。近代西洋人や近代西洋教育を受けたインド人知識人は、デーヴァダーシーの階層は「隠微な」組織であり、影のカーストにおける売春、宗教を隠れ蓑にし売春を強要する因習であると批判し、デーヴァダーシーの舞踊公演に反対する反ナウチ（舞踊）運動が展開され、彼女らは因習の被害者とみなされ、その伝統や価値も否定された。しかし、売春であるという彼らの批判には西洋的なステレオタイプな見方も少なくない。イギリスの植民地当局者とインド人社会改革者は、デーヴァダーシーを廃絶するために法律を作り、その伝統舞踊から、彼らが好ましくないと感じたものを取り除こうとした。1947年には、イギリス政府はマドラス政府を通じて、マドラス・デーヴァダーシ条例を発令し、慣習を廃止して寺院に少女を献呈することを禁止し、彼女らに結婚する権利を与えた。
インド政府は1988年に、デーヴァダーシーの風習を法律で禁止した。しかし、風習の盛んなカルナータカ州など七つの州には政府調べで二万五千人のデーヴァダーシーがいた。カルナータカ州では1982年に先んじてデーヴァダーシー制を廃止したが、他に対策を取らなかったため、デーヴァダーシーだった人々が今度は寺院の外で売春をせざるを得なくなった。この他エイズが広がるという結果を生んだ。2014年時点で、カナダのメディア Vice は、インドのサーングリーでは今でもデーヴァダーシーによる「聖なる売春」が行なわれており、彼女らは娼婦として売春で生計を立て、その実態は街娼となんら変わらないと述べている。
この制度が続く理由には、それが家族にご利益を与えると信じられている他、結婚時の持参金（ダヘーズ）を用意する必要がなくなり、またデーヴァダーシーにした娘から収入を得られるという経済的な理由もあるという。
元デーヴァダーシーの女性や、ヴィジャヤワーダの無神論者センター、キリスト教団体がこの風習の廃止につとめている。

## バラタナーティヤム
インド伝統の舞台芸術として知られるバラタナーティヤムの名称は、1930年に使われるようになった。デーヴァダーシー出身のカリヤーニ姉妹の舞踊をバラタナーティヤムの名で舞台で上演したのが始まりである。19世紀タンジョール宮廷の楽師の四兄弟によって確立された舞踊を核とするとされ、デーヴァダーシー以外の男性的な伝統舞踊の影響もみられる。
当時のインドでは、支配者であるイギリスに対し誇れる文化があることを証明しようと、ナショナリズム的に伝統文化の復興が盛り上がっており、西洋のバレエとも比べうるインド舞踊の確立が急がれていた。弁護士で社会活動家のE・クリシュナ・アイヤーによって、バラタナーティヤムが評価されるようになり、芸術一家出身の舞踊家バラサラスワティ、上層カースト出身で神智学協会のルクミニー・デーヴィー・アルンデールらの尽力で再構成され復興した。ルクミニー・デーヴィーはバレエに範をとり、舞踊学校を設立し、一般家庭の女子が舞踊を学ぶようになった。
インド古典劇復興は神智学協会の神智学運動から発生しており、聖なるものを近代化・大衆化させるプロセスは神智学協会が思想において行ったことと同様である。教育機関という開かれた近代的組織において教授されることで、師から弟子への伝承の伝統は消滅し、宗教的な文脈は解体され、大衆化し誰にでも教えることで神と人との仲立ちの役割は失われた。高カーストの子女のお稽古事になり、お披露目会は花婿候補とその家族を招待し、アピールする場ともなっている。お披露目会は芸能プロダクションからも注目され、これをきっかけにデビューする女優も少なくない。バラタナーティヤムは近代化・世俗化の道をたどったことで、デーヴァダーシーと全く異なるものに変質している。